# Marcos Ayerza

a Compétitions nationales et continentales officielles uniquement.

b Matchs officiels uniquement.
Dernière mise à jour le 11 avril 2017.
Marcos Ivan Ayerza, né le 12 janvier 1983 à Buenos Aires (Argentine), est un joueur international argentin de rugby à XV, jouant au poste de pilier gauche.

## Biographie
Marcos Ayerza évolue au sein du club anglais des Leicester Tigers de 2006 à 2017. Auparavant, il évoluait dans son pays natal au Club Newman.
Le 11 avril 2017, il annonce son départ à la retraite en raison d'une blessure au dos.

## Palmarès
En club, Marcos Ayerza remporte le Championnat d'Angleterre en 2007. La même saison, il remporte l'édition 2007 de la Coupe d'Angleterre.
Avec l'équipe d'Argentine, il obtient la troisième place de la Coupe du monde de rugby en 2007.

## Statistiques
Au 25 octobre 2015, Marcos Ayerza compte 66 sélections avec l'équipe d'Argentine, dont 43 en tant que titulaire, depuis son premier match disputé le 4 décembre 2004 à Buenos Aires contre l'Afrique du Sud. Il inscrit cinq points, un essai.
Il participe à quatre éditions du Rugby Championship, en 2012, 2013, 2014 et 2015, disputant 17 rencontres dont 14 en tant que titulaire.
Il participe à trois éditions de la coupe du monde : en 2007, il joue contre la Géorgie et la France. En 2011, il dispute deux rencontres, face à la Géorgie et la Nouvelle-Zélande. En 2015, il dispute six matchs, contre la Nouvelle-Zélande, la Géorgie, les Tonga, la Namibie, l'Irlande et l'Australie.